# Mario Jacoby
Mario Emanuel Jacoby (geb. 27. August 1925 in Leipzig; gest. 1. Oktober 2011 in der Schweiz) war ein Jungscher Psychoanalytiker, Psychotherapeut, Autor und Dozent.

## Leben
Mario Jacoby wurde 1925 in Leipzig geboren, aber bereits nach der Scheidung seiner Eltern 1929 zog er mit seiner Mutter zuerst zu seinen Großeltern nach Zürich und kam schließlich bei seinem Onkel in St. Gallen unter. Während sein Vater in Leipzig blieb und später im Verlauf des Holocaust starb, emigrierte seine Mutter nach Palästina – in der Hoffnung, dass Mario nachkommen würde, was sich aber wegen des Ausbruchs des Zweiten Weltkriegs verunmöglichte. Nach der Matura in St. Gallen studierte er Musik an der Ecole Normale de Musique in Paris und an der Guildhall School of Music and Drama in London. Als Violinist spielte er am Zürcher Kammerorchester, war aufgrund seines Lampenfiebers aber nicht in der Lage als Solist aufzutreten. Zur Behandlung dessen kam er durch Jolande Jacobi 1955 in Berührung mit der Psychoanalyse, die ihn faszinierte und zum Entschluss führte, das C. G. Jung-Institut Zürich zu besuchen. Zu diesem Zweck studierte er erst Psychologie, absolvierte folgend sein Doktoratsstudium in Philosophie, Pädagogik und Religionsgeschichte an der Universität Zürich, wo er 1964/65 promovierte. Im selben Jahr erlangte er sein Diplom in Psychoanalyse und heiratete Doris Guyot (gest. 1999), die ebenfalls Musikerin war. Mit ihr lebte er in Zollikon. Kurze Zeit nach ihrem Tod war er gezwungen, das Haus aufzugeben und wohnte fortan in Zürich.
Jacoby führte eine psychotherapeutische Praxis, lehrte an verschiedenen Institutionen (u. a. Institut für Angewandte Psychologie, Alfred Adler Institut Zürich, Psychiatrische Universitätsklinik Burghölzli, C. G. Jung-Institut Zürich), publizierte und referierte auf Vortragsreisen. Von 1980 bis 1997 war er Mitglied des Kuratoriums des C. G. Jung-Instituts, zwischenzeitlich als Vizepräsident aktiv. In den 2000er Jahren führten Spannungen zu einer Abspaltung, infolgedessen auch Jacoby nach mehr als 40 Jahren das Institut verließ. Darüber hinaus war er in der Internationalen Gesellschaft für Analytische Psychologie und Psychotherapie (IAAP) engagiert und über mehrere Jahrzehnte Consulting Editor von Psychological Perspectives. Am 1. Oktober 2011 starb Jacoby nach kurzer Krankheit.
Er zählte zu den bekanntesten Analytikern in der Tradition C.G. Jungs. Sein analytisches Interesse galt insbesondere der Übertragung, Kleinkindforschung, dem Konzept des Narzissmus und dem Wirken Heinz Kohuts.

## Veröffentlichungen (Auswahl)
- mit Verena Kast und Ingrid Riedel: Das Böse im Märchen. Bonz, Fellbach-Oeffingen 1978, ISBN 3-87089-127-0.
- Sehnsucht nach dem Paradies. Tiefenpsychologische Umkreisung eines Urbilds. Bonz, Fellbach 1980, ISBN 978-3-87089-199-2.
  - engl.: Longing for paradise. Psychological perspectives on an archetype. Inner City Books, Toronto 2006, ISBN 1-4294-7280-4.
- The analytic encounter. Transference and human relationship. Inner City Books, Toronto, Canada 1984, ISBN 0-585-17697-3.
- Individuation und Narzissmus. Psychologie des Selbst bei C.G. Jung und H. Kohut. Pfeiffer, München 1985, ISBN 3-7904-0439-X.
  - engl.: Individuation and Narcissism. The Psychology of Self in Jung and Kohut. Routledge, London 1990, ISBN 0-415-00827-1.
- Psychotherapeuten sind auch Menschen. Übertragung u. menschl. Beziehung in d. Jungschen Praxis. Walter, Olten, Freiburg im Breisgau 1987, ISBN 3-530-39632-X.
- Scham-Angst und Selbstwertgefühl. Ihre Bedeutung in der Psychotherapie. Walter, Solothurn 1991, ISBN 3-530-39633-8.
  - engl.: Shame and the origins of self-esteem. A Jungian approach. Routledge, London, New York 1994, ISBN 1-280-32729-4.
- Mario Jacoby: Grundformen seelischer Austauschprozesse: Jungsche Therapie und neuere Kleinkindforschung. Daimon, Einsiedeln 1998, ISBN 978-3-85630-605-2.
  - engl.: Jungian Psychotherapy and Contemporary Infant Research: Basic Patterns of Emotional Exchange. Routledge, London 1999, ISBN 978-0-415-20142-1.